# نايجل سميث
نايجل سميث (بالإنجليزية: Nigel Smith)‏ (3 يناير 1958 المملكة المتحدة - ) هو لاعب كرة قدم بريطاني يلعب كمدافع.